# Light & Magic
Light & Magic è il secondo album discografico del gruppo musicale electro pop inglese Ladytron. L'album è stato pubblicato nel 2002 da diverse etichette ed in diverse date a seconda dei Paesi di pubblicazione.

## Il disco e i brani
Il brano NuHorizons appare come B-side nel singolo del 2001 The Way That I Found You con il titolo Holiday 601.
I singoli estratti dall'album sono stati tre: Seventeen (2002), Blue Jeans (marzo 2003) e Evil (giugno 2003).
Seventeen fa parte della colonna sonora del film del 2003 Party Monster ed inoltre è utilizzato, in versione strumentale, per pubblicizzare in televisione il profumo realizzato da Christina Aguilera Inspire (2008).

## Critica
L'album ha avuto il consenso della critica: il portale AllMusic gli ha conferito il giudizio di 4/5, Pitchfork il voto di 7,1/10, mentre parere positivo è stato espresso anche da Rolling Stone
Drowned in Sound ha inserito l'album Light & Magic alla posizione #14 della classifica dei "migliori album dell'anno". Anche Rolling Stone ha messo l'album tra i "migliori album del 2002". Il magazine Muzik, invece, lo ha riconosciuto "miglior disco electropop dell'anno 2002".

## Tracce
1. True Mathematics – 2:23
2. Seventeen – 4:37
3. Flicking Your Switch – 3:26
4. Fire – 2:49
5. Turn It On – 4:46
6. Blue Jeans – 4:13
7. Cracked LCD – 2:32
8. Black Plastic – 4:17
9. Evil – 5:34
10. Startup Chime – 3:30
11. NuHorizons – 4:03
12. Cease2xist – 4:37
13. Re:agents – 4:53
14. Light & Magic – 3:35
15. The Reason Why – 7:30 (silenzio dal minuto 4:13 fino a 5:17, seguito dalla traccia nascosta USA vs. White Noise, non nella versione statunitense)

Bonus track nelle altre edizioni
1. Seventeen (Soulwax Remix) – 4:26
2. Cracked LCD (Live in Sofia) – 2:55
3. Light & Magic (Live in Sofia) – 3:23
4. Evil (Pop Levi Mix) – 3:13 (solo edizione 2004)
5. Blue Jeans (Josh Wink Remix) – 6:04 (solo edizione 2011 Nettwerk)

## Light & Magic (Remixed & Rare)
Nel dicembre 2011 la Nettwerk ha pubblicato la raccolta di remix, B-side e rarità intitolata Light & Magic (Remixed & Rare). La copertina è quella in negativo fotografico dell'originale.

### TracceLight & Magic (Remixed & Rare)
1. "Seventeen" (Soulwax Remix) – 4:28
2. "Blue Jeans 2.0" (UK Single Version) – 3:51
3. "Evil" (Axl of Evil Mix) – 4:08
4. "Blue Jeans" (Josh Wink Remix) – 6:05
5. "The Reason Why" (Alternate Version) – 4:24
6. "Light & Magic" (Alternate Version) – 3:42
7. "Cracked LCD" (Alternate Version) – 2:49
8. "Seventeen" (Justin Robertson Remix) – 7:06
9. "Blue Jeans" (Interpol Remix) – 3:57
10. "Evil" (Ewan Pearson Single Remix) – 4:15
11. "Seventeen" (Droyds 12 Remix) – 6:32
12. "Flicking Your Switch" (Mount Sims Remix 1) – 5:24
13. "Seventeen" (Darren Emerson Radio Edit) – 3:33
14. "Evil" (Tony Senghorne Remix) – 8:09
15. "Cease2xist" (Instrumental 2002) – 4:48
16. "Startup Chime" (Instrumental) – 3:42
17. "Evil" (M-Factor Remix) – 7:55
18. "Seventeen" (Acapella) – 4:45

## Formazione
- Ladytron - direzione artistica
- Helen Marnie - voce, tastiere
- Mira Arojo - voce, tastiere
- Daniel Hunt - produzione, tastiere, batteria
- Reuben Wu - tastiere, batteria

Altri musicisti e tecnici
- Big Active - design, direzione artistica
- Tom Dolan - design, direzione artistica
- Matt Fausak - assistente ingegneria
- Michael Fitzpatrick - assistente ingegneria e programmazione
- William Howard - fotografia (USA)
- Roger Joseph Manning Jr. - tastiere
- Justin Meldal-Johnsen - basso elettrico
- Donal Milne - fotografia
- Mickey Petralia - produzione, missaggio
- Shari - cori (traccia 2)
- Aleks Tamulis - assistente ingegneria

## Date di pubblicazione
- 17 settembre 2002 negli Stati Uniti (Emperor Norton Records) e nel Regno Unito (Telstar Records)
- 7 aprile 2003 in Germania (Warner)
- 21 giugno 2003 in Giappone (Victor Entertainment)
- 20 luglio 2004 - riedizione Stati Uniti (Emperor Norton)
- gennaio 2011 - riedizioni Nettwerk